# Glibinggård
Glibinggård er en dansk tidligere proprietærgård, der ligger i Søvind Sogn, Voer Herred, Horsens Kommune.
Gården blev sidst i 1800-tallet udvidet, da Christian Søltoft samlede to fæstegårde fra Tyrrestrup, to selvejergårde samt Glibbing Mølle med et samlet jordtilliggende på 288 tønder land (156 hektar).
Gården er i dag reduceret til et areal på 18 hektar.

## Ejerrække
- Svend Pedersen
- 1810 - Rasmus Sørensen
- Ole Johan Christiansen Søltoft
- 1857 - Christian Søltoft
- 1906-1911 - Jens Munkedal Pedersen
- Nu - Lone Annette Boesen, Jes Harbo Boesen